# Jean Morel (politicus)

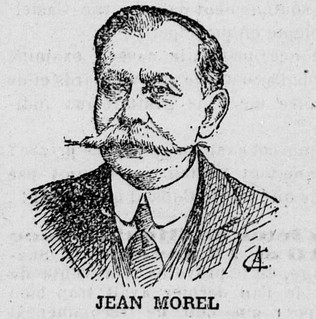
Jean Morel

Jean-Baptiste Morel (Nandax, 10 oktober 1854 – Parijs, 7 februari 1927) was een Frans politicus.
Jean-Baptiste Morel werd in 1898 als gematigde republikein voor het departement Loire in de Kamer van Afgevaardigden (Chambre des Députés). Hij bleef Kamerlid 1912, was daarna van 1912 tot 1927 lid van de Senaat (Sénat) voor het departement Loire.
Jean-Baptiste Morel was meerdere malen minister van Koloniën:
- 3 november 1910 - 2 maart 1911 in het Kabinet-Briand II
- 21 januari - 9 december 1913 in de Kabinetten-Briand III en IV en in het kabinet-Barthou

Daarnaast was hij van 21 januari 1913 tot 9 december 1913 tevens staatssecretaris van Binnenlandse Zaken.
Hij overleed op 72-jarige leeftijd.